# 블록 암호 운용 방식

6가지 일반적인 블록암호 운용방식

암호학에서 블록 암호 운용 방식(영어: block cipher modes of operation)은 하나의 키 아래에서 블록 암호를 반복적으로 안전하게 이용하게 하는 절차를 말한다. 블록 암호는 특정한 길이의 블록 단위로 동작하기 때문에, 가변 길이 데이터를 암호화하기 위해서는 먼저 이들을 단위 블록들로 나누어야 하며, 그리고 그 블록들을 어떻게 암호화할지 정해야 하는데, 이때 블록들의 암호화 방식을 운용 방식이라 부른다.
운용 방식은 주로 암호화와 인증을 목적으로 정의되어 왔다. 역사적으로 암호화 방식은 다양한 시나리오의 데이터 수정 측면에서 오류 증식 특성과 관련하여 널리 연구되어 왔다. 나중에 무결성 보호는 암호화와는 완전히 별개로 다루게 되었다. 현대의 일부 운용 방식은 암호화와 인증을 효율적인 방식으로 병합해 놓고 있는데, 이를 인증된 암호 방식(authenticated encryption) 방식으로 부른다.
운용 방식이 일반적으로 대칭형 암호화와 관련하는 것이 일반적이지만 RSA와 같은 공개 키 암호 방식 원칙에도 적용할 수 있다. (길이가 더 긴 메시지의 공개 키 암호 방식은 일반적으로 하이브리드 암호 시스템이라 부른다.)

## 개요
| 약어 | 운용 방식             | 원어                  | 초기화 벡터 필요  | 병렬처리 여부 | 에러 전파                 | 복호화 함수 필요 |
| ---- | --------------------- | --------------------- | ----------------- | ------------- | ------------------------- | ---------------- |
| ECB  | 전자 코드북           | Electronic CodeBook   | 없음              | 가능          | 없음                      | 필요             |
| CBC  | 암호 블록 체인        | Cipher-Block Chaining | 필요              | 복호화만 가능 | 해당 블록 + 다음 블록 1개 | 필요             |
| PCBC | 증식적 암호 블록 체인 | Propagation CBC       | 필요              | 불가          | 전 블록 전파              | 필요             |
| CFB  | 암호 피드백           | Cipher FeedBack       | 필요              | 복호화만 가능 | 해당 블록 + 다음 블록 1개 | 없음             |
| OFB  | 출력 피드백           | Output FeedBack       | 필요              | 복호화만 가능 | 없음                      | 없음             |
| CTR  | 카운터                | Counter               | 필요 (Nonce 사용) | 가능          | 없음                      | 없음             |

## 운용 방식

### 전자 코드북 (ECB)
전자 코드북(electronic codebook, ECB)은 운용 방식 중 가장 간단한 구조를 가지며, 암호화하려는 메시지를 여러 블록으로 나누어 각각 암호화하는 방식으로 되어 있다.
전자 코드북은 모든 블록이 같은 암호화 키를 사용하기 때문에 보안에 취약하다. 만약 암호화 메시지를 여러 부분으로 나누었을 때 두 블록이 같은 값을 가진다면, 암호화한 결과 역시 같다.
이것은 공격자가 비슷한 메시지를 반복적으로 암호화하는 반복공격에도 취약한 성질을 가진다.

### 암호 블록 체인 방식 (CBC)
암호 블록 체인 (cipher-block chaining, CBC) 방식은 1976년 IBM에 의해 개발되었다.
각 블록은 암호화되기 전에 이전 블록의 암호화 결과와 XOR되며, 첫 블록의 경우에는 초기화 벡터가 사용된다. 초기화 벡터가 같은 경우 출력 결과가 항상 같기 때문에, 매 암호화마다 다른 초기화 벡터를 사용해야 한다.
CBC 방식은 현재 널리 사용되는 운용 방식 중 하나이다. CBC는 암호화 입력 값이 이전 결과에 의존하기 때문에 병렬화가 불가능하지만, 복호화의 경우 각 블록을 복호화한 다음 이전 암호화 블록과 XOR하여 복구할 수 있기 때문에 병렬화가 가능하다.

### 암호 피드백 (CFB)
암호 피드백(cipher feedback, CFB) 방식은 CBC의 변형으로, 블록 암호를 자기 동기 스트림 암호로 변환한다. CFB의 동작 방식은 CBC와 비슷하며, 특히 CFB 암호 해제 방식은 CBC 암호화의 역순과 거의 비슷하다.
{\displaystyle C_{i}=E_{K}(C_{i-1})\oplus P_{i}}
{\displaystyle P_{i}=E_{K}(C_{i-1})\oplus C_{i}}
{\displaystyle C_{0}=\ {\mbox{IV}}}
블록 암호화 알고리즘에 따라 Shift 연산을 사용하기도 한다.
이러한 방법을 Shift되는 비트의 양에 따라 CFB-8, 혹은 CFB-1이라고 한다.
암호화, 복호화 연산의 각 Round마다 IV로부터 Shift된 값을 사용한다.

### 출력 피드백 (OFB)
출력 피드백(output feedback, OFB)은 블록 암호를 동기식 스트림 암호로 변환한다.
XOR 명령의 대칭 때문에 암호화와 암호 해제 방식은 완전히 동일하다:
{\displaystyle C_{j}=P_{j}\oplus O_{j}}
{\displaystyle P_{j}=C_{j}\oplus O_{j}}
{\displaystyle O_{j}=\ E_{K}(I_{j})}
{\displaystyle I_{j}=\ O_{j-1}}
{\displaystyle I_{0}=\ {\mbox{IV}}}

### 카운터 (CTR)
카운터(Counter, CTR) 방식은 블록 암호를 스트림 암호로 바꾸는 구조를 가진다. 카운터 방식에서는 각 블록마다 현재 블록이 몇 번째인지 값을 얻어, 그 숫자와 nonce를 결합하여 블록 암호의 입력으로 사용한다. 그렇게 각 블록 암호에서 연속적인 난수를 얻은 다음 암호화하려는 문자열과 XOR한다.
카운터 모드는 각 블록의 암호화 및 복호화가 이전 블록에 의존하지 않으며, 따라서 병렬적으로 동작하는 것이 가능하다. 혹은 암호화된 문자열에서 원하는 부분만 복호화하는 것도 가능하다.

## 오류 증식
메시지 인증 코드와 인증된 암호 방식이 널리 쓰이기 이전까지는 운용 방식 기준으로 "오류 증식" 특성이 논의되었다.

## 같이 보기
- 메시지 인증 코드
- 블록 암호

## 참조
1. 1 2 3  Alfred J. Menezes, Paul C. van Oorschot and Scott A. Vanstone (1996). 《Handbook of Applied Cryptography》. CRC Press. ISBN 0-8493-8523-7.
2. 1 2 3  “Block Cipher Modes”. NIST Computer Security Resource Center.
3. ↑  “FIPS 81: DES Modes of Operation”. NIST Computer Security Resource Center. 2009년 6월 4일에 원본 문서에서 보존된 문서. 2009년 6월 2일에 확인함.
4. ↑  William F. Ehrsam, Carl H. W. Meyer, John L. Smith, Walter L. Tuchman, "Message verification and transmission error detection by block chaining", US Patent 4074066, 1976